# 渡邊昌彦
渡邊 昌彦（わたなべ まさひこ、1953年4月3日 - ）は、日本の医師。医学博士。日本内視鏡外科学会名誉理事長・北里大学北里研究所病院院長。専門は消化器外科。消化器疾患、特に大腸疾患の専門医として知られる人物である。

## 人物
1953年、東京都出身。1979年に慶應義塾大学医学部卒業。その後慶應義塾大学病院を皮切りに国立がんセンター研究所研修医、東京電力病院に勤務。
1988年にアメリカ合衆国ワシントン州立大学に留学、本場の消化器外科治療法、特に内視鏡・腹腔鏡手術を学び、1992年に日本へ帰国後、慶應義塾大学医学部へ復帰した際には日本で初となる大腸癌腹腔鏡手術を執刀した。
2000年に慶應義塾大学医学部講師、2003年に北里大学へ転じて北里大学医学部外科学主任教授に就任。2007年に北里研究所病院内視鏡手術センター長に就任。

### 家族
娘の佐和子はNHKのアナウンサーとして知られている。福岡では地上デジタル放送推進大使として活躍したのだが、その広報CMを撮影した際、民放大使のインタビューで昌彦の衝撃的エピソードが明かされている。
- 家族でハワイ旅行に行った際、佐和子は扮装した昌彦の写真を携帯電話で撮影したのだが、昌彦は頭頂部が禿げていることもあってその姿が一見すると任侠風になった。佐和子が友人や職場の同僚に見せたところ「その画像を魔除けに欲しい」というリクエストが殺到したという。当然福岡のテレビでもその衝撃画像が明らかにされたが、それがきっかけで昌彦の業績についても注目が集まるようになった。

## 主な著書
- 『大腸がんが心配な人が読む本 (早わかり健康ガイド) 』（小学館、2007年）
- 『名医の図解 よくわかる大腸の病気』（主婦と生活社、2008年）